# Chiesa di San Giacomo Apostolo (Parma)
La chiesa di San Giacomo Apostolo è un luogo di culto cattolico dalle forme neoclassiche, situato in strada Vigheffio 64 a Vigheffio, frazione di Parma, in provincia e diocesi di Parma; è sede di una parrocchia compresa nella zona pastorale della città.

## Storia
L'originario luogo di culto fu edificato in epoca medievale; la più antica testimonianza della sua esistenza risale al 1230, quando la Capelle Sancti Iacobi de Vigefulo fu citata nel Capitulum seu Rotulus Decimarum della diocesi di Parma tra le dipendenze della pieve di Gaione.
Il tempio fu nominato anche nel 1493 nel Regestum vetus ante annum 1493 exaratum, con l'intitolazione a san Giacomo Apostolo.
Verso il 1578 luogo di culto fu elevato a sede di parrocchia autonoma, che nel 1584 fu unita a quella di Lemignano.
Nel XVIII secolo l'antica chiesa, ormai degradata, fu completamente ristrutturata in stile neoclassico.
Nel 1837 le capriate della navata furono sostituite con una volta a botte, su finanziamento della duchessa di Parma Maria Luigia; dopo il 1849 la facciata fu modificata con l'aggiunta di quattro lesene.
Nel 1940 l'intero edificio fu sottoposto a lavori di restauro e decorazione interna.

## Descrizione

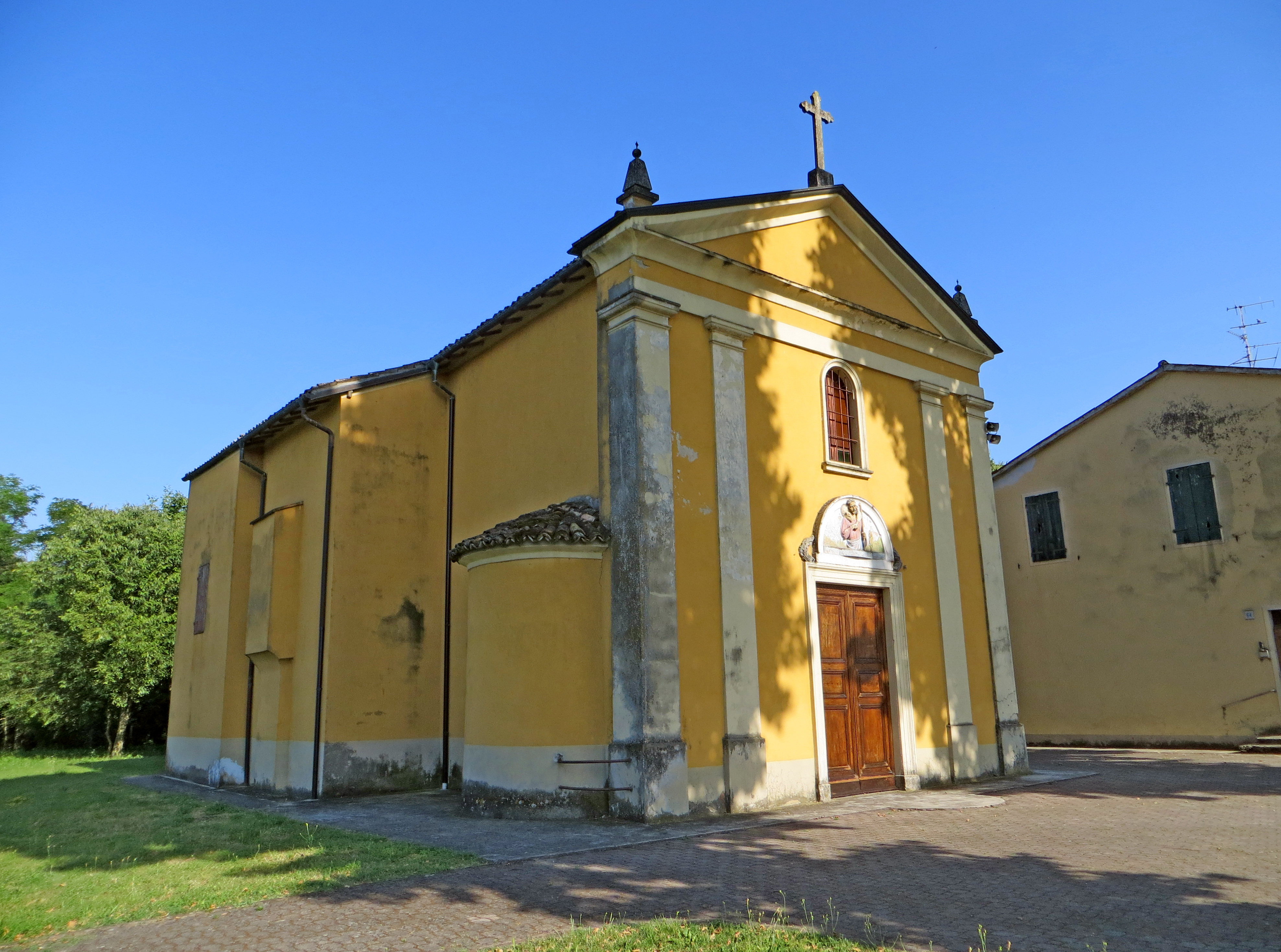
Facciata e lato nord

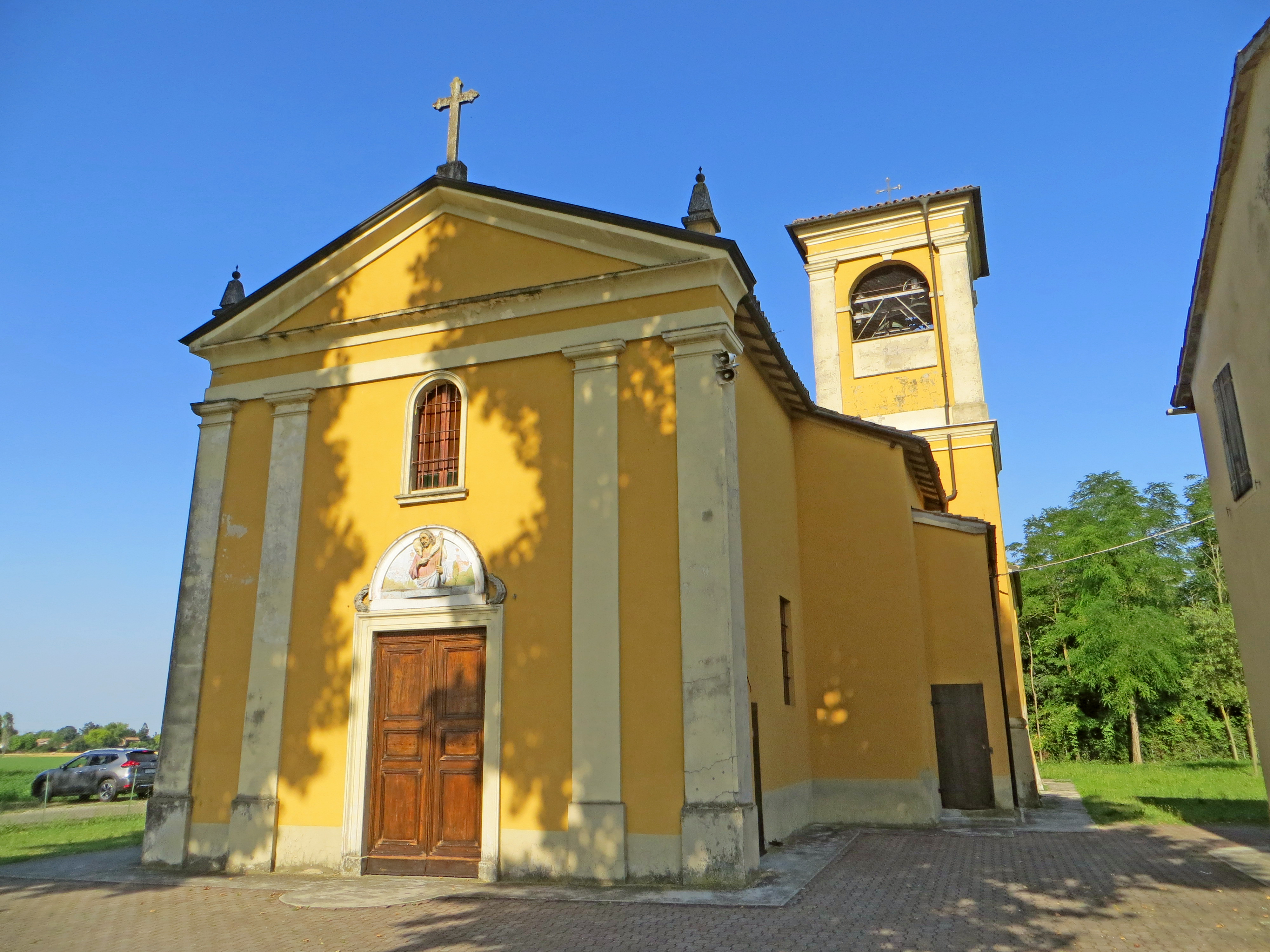
Facciata e lato sud

La chiesa si sviluppa su un impianto a navata unica affiancata da una cappella su ogni lato, con ingresso a ovest e presbiterio absidato a est.
La simmetrica facciata a capanna, interamente intonacata, è scandita verticalmente da quattro lesene di ordine gigante, coronate da capitelli dorici; al centro è collocato l'ampio portale d'ingresso, delimitato da una cornice e sormontato da una lunetta contenente un altorilievo in terracotta raffigurante Cristo Buon Pastore; più in alto si apre una finestra ad arco a tutto sesto, incorniciata; in sommità si staglia il grande frontone triangolare, coronato da due pinnacoli alle estremità e da una croce nel mezzo.
Al termine del fianco destro si innalza su due ordini il campanile, decorato superiormente con lesene coronate da capitelli dorici sugli spigoli; la cella campanaria si affaccia sui quattro lati attraverso ampie monofore ad arco a tutto sesto.
All'interno la navata, coperta da volta a botte dipinta, è affiancata dalle arcate a tutto sesto delle due cappelle laterali, delimitate da lesene.
Il presbiterio, lievemente sopraelevato, è preceduto dall'arco trionfale ed è suddiviso dall'aula da una balaustra; l'ambiente, chiuso superiormente da una volta a botte dipinta, accoglie nel mezzo l'altare maggiore metallico a mensa, aggiunto intorno al 1970; sul fondo l'abside, coperta dal catino a semicupola e illuminata lateralmente da due ampie finestre rettangolari, ospita l'antico altare maggiore marmoreo, ricomposto nel 1941 con parti di un altare tardo-seicentesco.
La chiesa conserva alcune opere di pregio, tra cui una poltrona in legno e cuoio decorata con un'immagine della Madonna risalente al XVII secolo, due oli seicenteschi raffiguranti l'Ecce Homo e la Madonna col Bambino e san Giacomo, un dipinto ritraente il Profeta Geremia, eseguito nel 1856 da Ignazio Affanni e proveniente dalla villa Avogadro, una tela rappresentante il Sacro Cuore, realizzata verso il 1803 dalla principessa Maria Antonia Gioseffa di Borbone-Parma, il fonte battesimale ricavato da un'urna donata dalla duchessa Dorotea Sofia di Neuburg e un altare tardo-settecentesco in stile Luigi XVI.